# Jon Bernthal
Jonathan Edward „Jon” Bernthal (n. 20 septembrie 1976, Washington, D.C., District of Columbia, SUA) este un actor american cel mai bine cunoscut pentru rolul Shane Walsh din serialul AMC The Walking Dead și pentru rolurile din filmele Lupul de pe Wall Street (2013), Fury (2014), Sicario (2015), The Accountant (2016), Șofer (2017) și Wind River (2017). I-a interpretat pe detectivul LAPD Joe Teague în Mob City și pe Frank Castle (a.k.a. The Punisher) în serialul Marvel’s Daredevil și urmează să reia acest rol în serialul Marvel’s The Punisher.